# Friedhelm Golücke
Friedhelm Golücke (né le 15 octobre 1941 à Paderborn  est un professeur de lycée et historien étudiant allemand .

## Biographie
Golücke est le fils d'un commerçant et étudie au lycée Reismann de Paderborn (de) dans sa ville natale. Après avoir obtenu son diplôme d'études secondaires, il sert comme soldat temporaire dans les troupes Panzergrenadier (de). À partir de 1964, il étudie la philologie (histoire, français) à l'Université de Wurtzbourg. Après l'examen intermédiaire, il s'installe à l'Université de Giessen. Après un poste au Centre national d'enseignement à distance de Paris, il retourne à Wurtzbourg. En 1971, il réussit l'examen d'État pour l'enseignement supérieur. Après un séjour au Bureau de recherche historique militaire de Fribourg-en-Brisgau, il obtient son doctorat à Wurtzbourg en 1974 avec une thèse de doctorat sous la direction d'Hanns Hubert Hofmann (de). Après son stage de deux ans à Neumünster, il enseigne pendant quatre ans à l'école Klaus-Groth de Neumünster (de). En 1980, il rejoint l'Université de Paderborn en tant qu'assistant de recherche. Après un congé, il retourne à l'école dans l'État de Schleswig-Holstein en 1991. Il passe rapidement au service scolaire en Rhénanie-du-Nord-Westphalie et vient au lycée Reismann de Paderborn en tant que professeur.
Membre du KDStV Markomannia Würzburg (de) depuis le début de ses études, Golücke se consacre à l'histoire étudiante. Il fonde la Communauté d'histoire étudiante allemande (de) (GDS). Il en est le président depuis de nombreuses années. Il siège au conseil d'administration du GDS aux côtés de Harald Lönnecker, Matthias Stickler (de) et Raimund Lang (de). En 2008, il a reçu la Croix fédérale du mérite avec ruban pour ses services rendus à l'histoire universitaire et régionale.
En 2022, le Convent des associations académiques allemandes (de) décerne à Golücke la médaille Fabricius pour son travail historique étudiant.

## Publications (sélection)
- Schweinfurt und der strategische Luftkrieg 1943. Der Angriff der US Air Force vom 14. Oktober 1943 gegen die Schweinfurter Kugellagerindustrie. Ferdinand Schöningh, Paderborn 1980,  (ISBN 3-506-77446-8).
- als Herausgeber: Paderborn wie es war. Lichtbilder aus der Zeit vor 1945 von Wilhelm Lange, Paul Michels u. a. Ferdinand Schöningh, Paderborn 1985.
- Das Schrifttum des CV und des ÖCV. 1844–1980. Eine Bibliographie (= Veröffentlichungen des Archivvereins der Markomannia. 23). Volume 1. Archivverein der Markomannia, Wurtzbourg 1982,  (ISBN 3-923621-00-0).
- Der Zusammenbruch Deutschlands – eine Transportfrage? Der Altenbekener Eisenbahnviadukt im Bombenkrieg 1944/45 (= Paderborner historische Forschungen. 3). SH-Verlag, Schernfeld 1993,  (ISBN 3-923621-85-X).
- Verfasserlexikon zur Studenten- und Universitätsgeschichte. Ein bio-bibliographisches Verzeichnis (= Abhandlungen zum Studenten- und Hochschulwesen. 13). SH-Verlag, Cologne 2004,  (ISBN 3-89498-130-X).
- Kleines Studentenwörterbuch. Das akademische Leben im Überblick (= Kleine Schriften der GDS. 19). SH-Verlag, Cologne 2006,  (ISBN 3-89498-171-7).
- Studentenwörterbuch. Student und Hochschule von A bis Z, 5., völlig überarbeitete und erweiterte Auflage in vier Bänden, herausgegeben im Auftrag der Gemeinschaft für deutsche  Studentengeschichte und des Instituts für Deutsche Studentengeschichte, Essen 2018,  (ISBN 978-3-939413-68-4).